# Julius Wellhagen
Johan Julius Severin Wellhagen, ursprungligen Andersson, född 23 december 1896 i Fagerhults församling i Kalmar län, död 15 november 1974 i Överums församling i Kalmar län, var en svensk präst, författare och folkmålsupptecknare.

## Biografi
Julius Wellhagen, som härstammade från allmogen, avlade studentexamen vid Fjellstedtska skolan i Uppsala 1920. Han blev filosofie kandidat 1922 och teologie kandidat 1924 vid Lunds universitet. Han prästvigdes 1924 för Linköpings stift. Åren 1925–1927 studerade han vid Berlins och Leipzigs universitet samt senare vid andra universitet i Europa och Förenta staterna. Han var en tid vikarierande legationspastor i Viktoriaförsamlingen i Berlin. År 1930 avlade han teologie licentiatexamen vid Lunds universitet och blev teologie doktor vid Uppsala universitet 1941. År 1927 blev han komminister i Risinge församling och kyrkoherde i Överums församling 1931. Han var kontraktsprost i Norra Tjusts kontrakt 1958–1962.

## Författarskap och uppdrag
Som student upptecknade Julius Wellhagen folkmål, bland annat Södra Sandsjömålet. Han utgav sedan ett tjugotal böcker och skrifter. Därutöver hade han flera uppdrag. År 1947 invaldes han i en av Förenta nationernas specialkommittéer och deltog från 1953 i ett utredningsarbete om informationsceller i FN-länderna. På 1930-talet drev han en rådgivningsbyrå för arbetslösa och sökte spåra personer i församlingars obefintlighetsböcker, det vill säga människor utan tillgång till sociala förmåner. I Förenta staterna verkade han för invandrares rätt att komma i åtnjutande av landets pensionssystem. Han var vidare ledamot av styrelsen för Exegetiska sällskapet i Uppsala och sekreterare i Institut d'éthique internationale (IEI) i Paris. Han var också initiativtagare till Tjustbygdens Grundtvigsällskap. Han var ledamot av Nordstjärneorden.